# Robert A. Parker
Pour les articles homonymes, voir Robert Parker et Parker.
Robert Alan Ridley Parker dit Bob Parker est un astronaute américain né le 14 décembre 1936.

## Vols réalisés
Il réalise 2 vols en tant que spécialiste de mission :
- 28 novembre 1983 : Columbia STS-9
- 2 décembre 1990 : Columbia STS-35